# آرتور مارجرم
آرتور مارجرم (انگلیسی: Arthur Marjeram؛ 1877 – august ۱۹۱۱ (۳۳−۳۴ سال)) بازیکن فوتبال اهل پادشاهی متحد بریتانیای کبیر و ایرلند بود.
از باشگاه‌هایی که در آن بازی کرده‌است می‌توان به باشگاه فوتبال استون ویلا اشاره کرد.